# V4998 Sagittarii
V4998 Sagittarii är en ensam stjärna i den mellersta delen av stjärnbilden Skytten belägen cirka 23 ljusår från en stjärbildningshop känd som Quintuplet-hopen. Den har en utstötningsnebulosa som mäter över 0,8 parsek i diameter, bildad för 5 000-10 000 år sedan genom stora utbrott. Den har en högsta genomsnittlig skenbar magnitud (B) av 19,5 och ett kraftfullt teleskop för att kunna observeras. Baserat på beräknad parallax beräknas den befinna sig på ett avstånd på ca 25 000 ljusår (ca 8 000 parsek) från solen. 

## Observation
Stjärnan upptäcktes i en undersökning 1993 som sökte efter ljusa nära-infraröda källor inom 0,55°2 från Vintergatans centrum. Undersökningen använde 1–20 mikron fotometri och använde en tvåkanals InSb-detektor på 1 meter ANU-teleskopet i Australien. Själva stjärnan observerades i maj 1987. Dess position, JHKLNMQ magnituder, höger uppstigning, deklination och silikatabsorption noterades och den var den 22:a stjärnan som observerades.

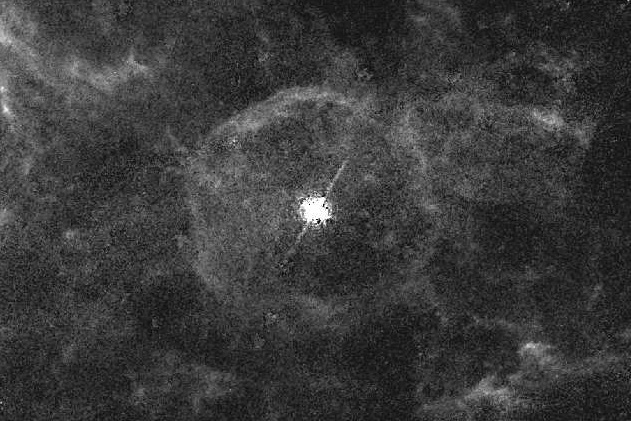
V4998 Sagittarii och dess omgivande skalnebulosa. Nebulosan ser ut som en genomskinlig bubbelliknande kropp som omger stjärnan

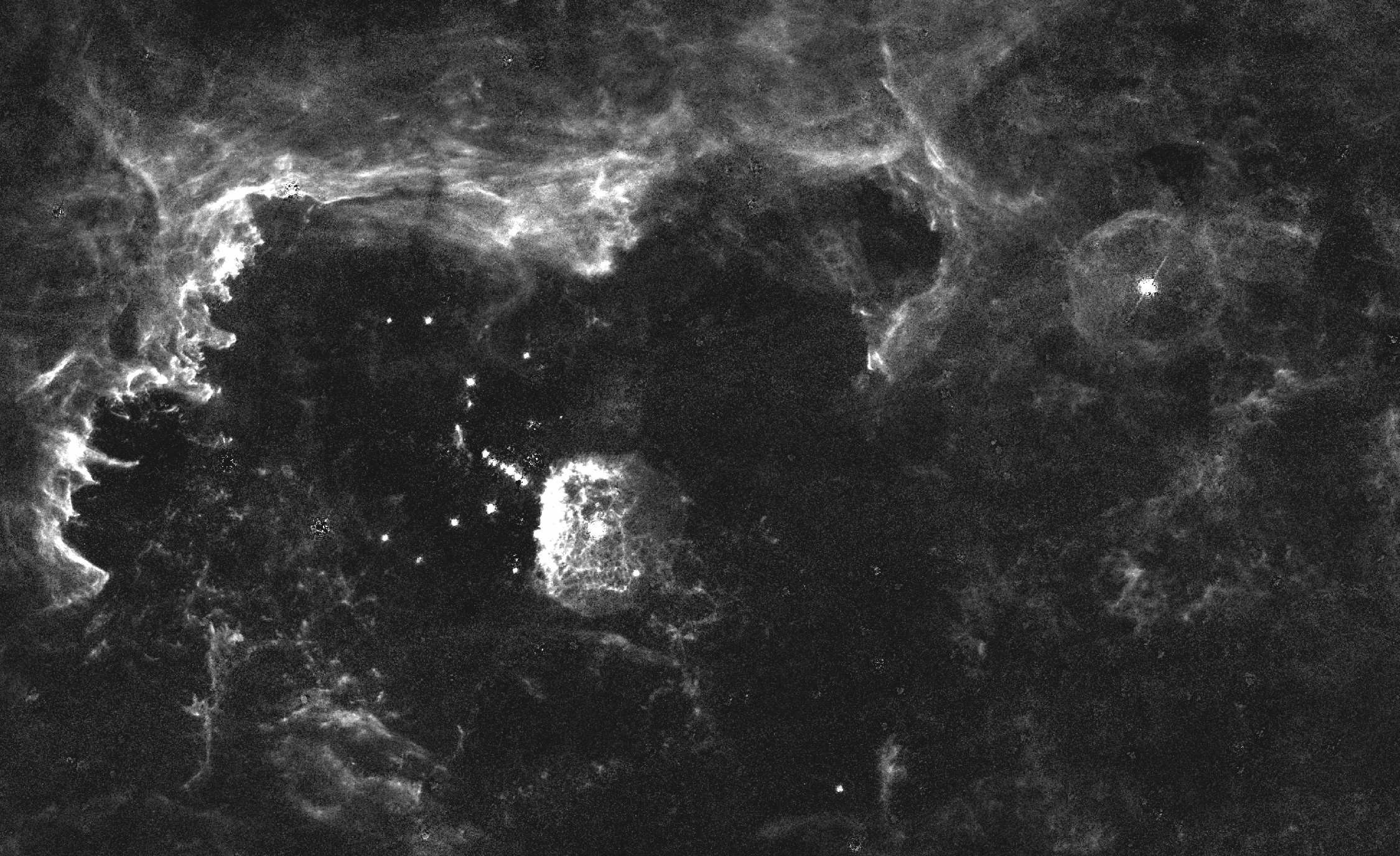
Quintupletregionen centrerad av Pistolstjärnan, med V4998 Sagittarii uppe till höger

Nästa observation gjordes av 2MASS-undersökningen, som ägde rum 1997-2001. Stjärnan betecknades 2MASS J17460562-2851319 och dess position, ljusstyrka och JHKs magnituder katalogiserades. Efter det observerades stjärnan i en undersökning från 2001 kallad Study of Long Period Variables-stjärnor nära galaxens centrum. Undersökningen namngav stjärnan GMC2001 10-1, GMC står för Glass, Matsumoto och Carter. Den observerades av infrarödkameran på rymdteleskopet Spitzer i en undersökning från 2008 som täckte 2,0 gånger 1,4 grader (280 gånger 210 parsek) och fick namnet SSTGC 595621. Den observerades också 2009 i en undersökning i nära-infraröd frekvens inriktade Vintergatans centrum. Stjärnan gavs beteckningen MKN2009 i den undersökningen, MKN står för de tre ledande forskarna (Matsunaga, Kawadu och Nishiyama).

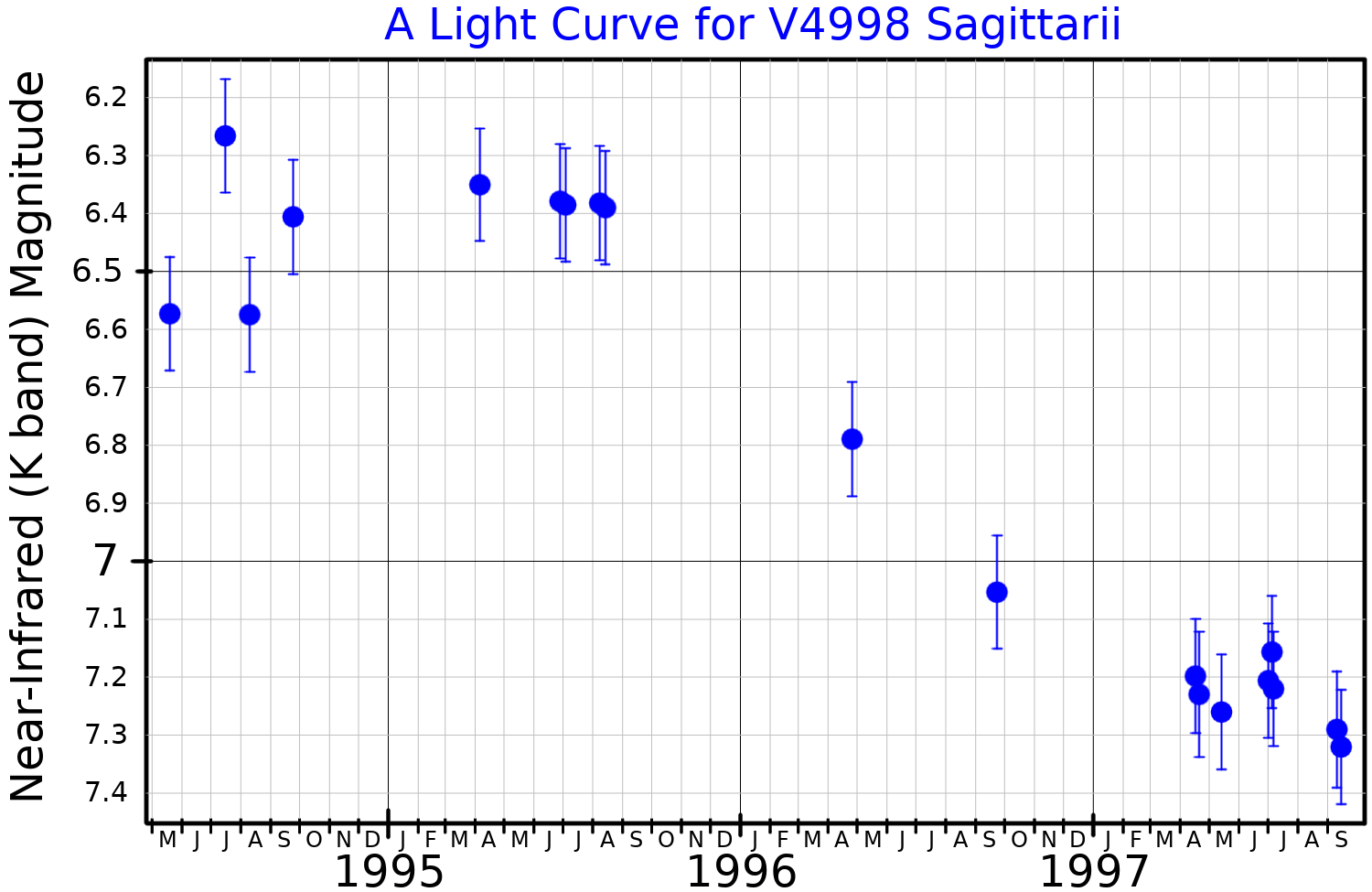
Ljuskurva i K-bandet för V4998 Sagittarii, plottade från Mauerhan et al. (2010).

En smalbandsundersökning av centrala regionen utförd av Hubbleteleskopets Near Infrared Camera and Multi Object Spectrometer (NICMOS) visade LBV G0.120-0.048 som en stark källa till Paschen-alfa (Paschen-α)-emission som överträffade den för Pistolstjärnan. Därför valdes stjärnan ut för spektroskopi. Undersökningen, som genomfördes 2010, bekräftade att stjärnan var en lysande blå variabel och stjärnan betecknades LBV G0.120-0.048. Man fann också genom användning av Pα-avbildning att stjärnan hade en stor utstötningsnebulosa med en diameter på över 0,8 parsek som slungades ut av den för 5 000-10 000 år sedan genom stora utbrott. Stjärnans spektrum studerades och det visade sig att spektrumet liknar Pistolstjärnans så en massa liknande Pistolstjärnan antogs. Extinktionshastigheterna mättes och en ljusstyrka på cirka 4 000 000 gånger solens erhölls. Den har också beteckningen MMC2010 från en undersökning från 2010. År 2011 nådde en undersökning ledd av Dong, Wang och Cotera stjärnor i det galaktiska centrumet som sänder ut Paschen-α. Stjärnorna som riktades mot var de som upptäcktes från HST/NICMOS Paschen-α-undersökningen av galaxcentrum. V4998 Sagittarii var en av de stjärnor som observerades och den fick ytterligare en beteckning DWC2011 92.
År 2014 beslutade en grupp att studera LBV i Quintuplet-klustret. Massan av stjärnans nebulosa uppmättes till 6,2 solmassor. Stjärnans effektiva temperatur mättes också och visades vara 12 000 K. Stjärnan kallades LBV3 i den undersökningen eftersom den var den tredje LBV i Quintuplethopen.

## Egenskaper
V4998 Sagittariis stora massa komprimerar dess kärna och accelererar sammansmältningen främst av CNO-cykeln vilket leder till en ljusstyrka på cirka 4 000 000 gånger solens och en temperatur på 12 000 K. Dess radie beräknas till 463 solradier baserat på Stefan-Boltzmanns lag med en nominell effektiv temperatur för solen på 5 772 K:
{\displaystyle {\sqrt {(5772/12000)^{4}*4,000,000}}=462.72}
Den har en stor utstötningsnebulosa med en diameter på 2,5 ljusår och en massa på 6,2 solmassor. Eftersom jämförbara nebulosor vanligtvis inte varar mer än 10 000 år, antas V4998 Sagittarii ha genomgått ett massivt utbrott för 5 000-10 000 år sedan.
Stjärnans höga massförlusthastighet i kombination med dess utbrott kommer att ta bort dess vätelager och exponera en het heliumkärna. Det kommer att fortsätta till Wolf-Rayet-sekvensen. Den kommer så småningom att börja smälta samman tunga grundämnen i dess kärna, och när den utvecklar en stor järnkärna kommer stjärnan att kollapsa i sig själv och explodera som en supernova av typ Ib eller Ic. Beroende på mängden massa som gick förlorad före supernovaexplosionen kommer kvarlevan att vara en neutronstjärna eller ett svart hål. Ett svart hål förutspås för de mest massiva stjärnorna som denna.